# Eva Braun
Eva Anna Paula Braun, od 29 kwietnia 1945 Eva Hitler (ur. 6 lutego 1912 w Monachium, zm. 30 kwietnia 1945 w Berlinie) – niemiecka ekspedientka. Od 1932 konkubina, a przez ostatnie chwile swojego życia żona kanclerza III Rzeszy Adolfa Hitlera.
Braun spotkała Hitlera w Monachium, kiedy miała 17 lat, pracując jako asystentka i modelka osobistego fotografa Hitlera. Dwa lata później zaczęła spotykać się z nim coraz częściej. Na początku ich znajomości próbowała dwukrotnie popełnić samobójstwo. Od 1936 mieszkała w rezydencji Hitlera w Berghofie niedaleko Berchtesgaden. Braun z zawodu była fotografem i wiele kolorowych fotografii i filmów Hitlera, które przetrwały do dziś, są jej autorstwa. Eva Braun była bardzo ważną postacią w najbliższym otoczeniu Hitlera, z którym jednak nie pokazywała się publicznie aż do połowy 1944 roku, kiedy jej siostra Gretl poślubiła oficera łącznikowego Waffen-SS przy Głównej Kwaterze Adolfa Hitlera, Hermanna Fegeleina.
Wraz z kończącą się wojną i upadającą Trzecią Rzeszą, Eva Braun przysięgła wierność Hitlerowi i wyjechała do Berlina, by być przy jego boku w specjalnym schronie Führerbunker znajdującym się pod Kancelarią Rzeszy. Kiedy Armia Czerwona zbliżała się coraz bardziej, Eva poślubiła Hitlera 29 kwietnia 1945 podczas krótkiej cywilnej uroczystości, której przewodniczył Walter Wagner, urzędnik berlińskiego okręgu NSDAP, mający uprawnienia do udzielania ślubu cywilnego. Miała wtedy 33 lata, Hitler zaś 56 lat. Niemal 40 godzin później popełnili razem samobójstwo w jednym z pokoi bunkra. Niemiecka opinia publiczna nie wiedziała o jej związku z Hitlerem, nawet po ich śmierci.

## Życiorys
Urodziła się w Monachium, w rodzinie katolickiej, jej ojciec Fritz był nauczycielem. Miała dwie siostry: Ilse oraz Margarete (zwaną Gretl).
W 1929 roku, będąc pracownicą zakładu fotograficznego Heinricha Hoffmanna w Monachium, poznała znacznie od niej starszego Adolfa Hitlera. Przez kilkanaście lat była jego towarzyszką życia. 1 listopada 1932 podjęła nieudaną próbę samobójstwa przy pomocy pistoletu; kula o centymetr minęła tętnicę szyjną (niektórzy twierdzą, że była to symulacja). W szpitalu Hitler bardzo dbał o nią. Nie mógł sobie pozwolić na kolejny samobójczy skandal w toku kampanii wyborczej (14 miesięcy wcześniej, 18 września 1931 roku, zastrzeliła się jego siostrzenica Geli Raubal).
Sekretarka Hitlera twierdziła, że po dojściu do władzy nie przywiązywał on wagi do spraw seksualnych; pokojówka Evy Braun przeczy jednak tym słowom i twierdzi, że ich pożycie było całkiem normalne, choć nie zawarli związku małżeńskiego.
Często pozostając jednak samotna – Hitler coraz częściej na wiele dni ją opuszczał zajęty rozgrywkami politycznymi – 28 maja 1935 ponownie podjęła próbę samobójstwa, tym razem zażywając całą fiolkę środków nasennych. Hitler, tak jak poprzednio, znów odwiedzał ją w szpitalu, unikając za wszelką cenę skandalu, a wkrótce potem nawet kupił jej dom w Monachium, a także przydzielił później apartament w rezydencji Berghof.
W czasie wojny Hitler oddał rządowy samolot rodzinie Braunów po to, żeby zaspokoić zachcianki Evy na podróże po całych Niemczech, do Włoch, Francji i na zakupy.
Eva Braun, według ówczesnych standardów zaliczała się do kobiet zgrabnych, eleganckich i wysportowanych. Pasjonowało ją robienie fotografii i filmowanie. Zgodnie z oczekiwaniami Hitlera nie interesowała się polityką i nie miała na tym polu żadnego własnego zdania. W ocenach ludzi była powierzchowna i ci, którzy popadli w jej niełaskę, dotkliwie się o tym przekonywali.
Od chwili poznania, niemal do końca życia Eva Braun pozostawała pod silnym wpływem i urokiem oficera łącznikowego Himmlera przy FHQ, kawalerzysty SS – Hermanna Fegeleina, który jednak za aprobatą Hitlera poślubił Gretl – jej młodszą siostrę (Eva była na tym ślubie druhną). Fegeleina zastrzelono 28/29 kwietnia 1945 w okolicach bunkra Hitlera pod Kancelarią Rzeszy pod zarzutem dezercji w związku z tzw. „zdradą Himmlera”.
W styczniu 1945 rodzinny dom Braunów w Monachium został zniszczony przez bombardowania RAF, Eva jednak nie przyjmowała do wiadomości widma klęski Niemiec. W kwietniu zdecydowała się opuścić w miarę bezpieczny Berghof i pojechała za Hitlerem do Berlina. W końcu Hitler i Braun zawarli związek małżeński 29 kwietnia 1945 roku, w przeddzień wspólnego samobójstwa (prawdopodobnie Eva Braun zażyła truciznę, a Adolf Hitler zastrzelił się) popełnionego w podziemnym schronie obok Starej Kancelarii Rzeszy w oblężonym Berlinie. Ciała obojga zostały spopielone niezwłocznie po samobójstwie przez najbliższych współpracowników Hitlera.

## Filmografia
- Miłość Do Adolfa Hitlera (oryg. In Love With Adolf Hitler), francuski film dokumentalny, scen. i reż. Isabelle Clarke, 2007